# Stygonitocrella dubia
Stygonitocrella dubia är en kräftdjursart som först beskrevs av Pierre-Alfred Chappuis 1937.  Stygonitocrella dubia ingår i släktet Stygonitocrella och familjen Ameiridae. Inga underarter finns listade i Catalogue of Life.